# IC 3483
IC 3483 هو اصطدام مجري، يقع في كوكبة العذراء. يبعد عن الأرض 248.8367 فرسخ فلكي.، ويبعد عن الأرض 16.12.

## روابط خارجية
- IC 3483 على موقع ويكي سكاي: DSS2, SDSS, GALEX, IRAS, Hydrogen α, X-Ray, Astrophoto, Sky Map, Articles and images